# Tossal del Senyor (Castelló de Farfanya)
El Tossal del Senyor és una muntanya de 444 metres que es troba al municipi de Castelló de Farfanya, a la comarca catalana de la Noguera.